# Miriam Sandoval
Miriam Sandoval (Buenos Aires, 1966) es una cantautora argentina que fusiona diversos géneros, incluyendo el folclore y la música popular. A lo largo de su carrera, ha trabajado en la creación de letras que reflejan experiencias personales y temáticas sociales.

## Trayectoria
Su estilo se define por la fusión de la cultura musical gallega con sus raíces argentinas y latinoamericanas. Comenzó su carrera musical a los 11 años. Estudió Educación musical y se especializó en técnica vocal. En 1997, emigró a España y se afincó en Vigo, donde compagina su trayectoria musical con la docencia en el proyecto Vocalmuzic.  En 2014, lanzó el disco Renacer, que incluye canciones originales y versiones de otros artistas, así como temas tradicionales de Argentina y Galicia.
A finales de los años 90, Sandoval inició un recorrido regular por salas de conciertos de toda Galicia, que posteriormente la llevaría también al extranjero. En 2014, publicó su primer álbum, Renacer, grabado entre Vigo y Buenos Aires. El proyecto Cantigas Transhumantes (2021), en el que aborda la mezcla de culturas que se origina con la emigración, fue el primer trabajo musical en Galicia que fusionó los textos de reconocidos poetas gallegos, como Eduardo Blanco Amor o Celso Emilio Ferreiro, con los sonidos propios de los países en los que estos autores fueron acogidos durante su exilio, como la cumbia, el samba y el tango. En 2023, inició una gira con su espectáculo Argentas, que acercó al público gallego la obra de las creadoras musicales argentinas del siglo XX.

## Reconocimientos
En 2001, Miriam Sandoval fue ganadora de la I edición del premio Monforte en Acústico para cantautores. Unos años después, en 2008, obtuvo el segundo premio del Festival Internacional de Canción de Autor 'Abril para vivir' que se celebra en Granada desde 2001. 
Además, en 2023, su trabajo fue reconocido con el premio Rodolfo Prada a la Gestión Cultural, un reconocimiento único en Galicia destinado a reconocer la labor de gestión cultural y creativa que se desarrolla en el territorio gallego.

## Discografía
- 2014 – Renacer
- 2021 – Cantigas Trashumantes